# Gy-les-Nonains

Gy-les-Nonains este o comună în departamentul Loiret din centrul Franței. În 1 ianuarie 2022 avea o populație de 603 de locuitori.